# مسابقة ليبيا الدولية للقرآن الكريم
مسابقة ليبيا الدولية لحفظ وتلاوة القرآن الكريم هي إحدى أكبر المهرجانات لقراءة القرآن الكريم وحفظه وتلاوته في العالم الإسلامي. حضرها أكثر من 50 دولة. هذا البرنامج تنظمه وزارة الأوقاف والشؤون الإسلامية الليبية. ويستضيف الحدث مسابقات تلاوة القرآن الكريم بعدة طرق. تهدف المسابقة إلى التواصل وتنمية الأخلاق السامية والأخلاق الحميدة لدى الناس. كما أنها تعمل على تعزيز الاستخدام الصحيح للغة العربية وتشجيع الأطفال على دراسة القرآن الكريم وتلاوته. أُقيم هذا البرنامج في مسجد الرائد بمدينة مصراتة.

## التاريخ
انطلقَت هذه المسابقة في عام 1991م. ولإعداد المبتدئين، تُنظم الدولة كل عام مسابقة قرآنية وطنية، وتسمى هذه الجائزة بجائزة الوحدة الوطنية. في عام 2018، كان هناك 85 متسابقًا من مختلف البلدان شاركوا في ثلاث فئات. هناك:
- حفظ القرآن الكريم كاملًا
- حفظ النصف الأخير من القرآن الكريم
- حفظ الربع الأخير من القرآن الكريم.[7]

## الغاية
تهدف هذه الجائزة إلى خدمة قرآن الله ورفع المستوى العام لكفاءة القرآن الكريم من خلال الأنشطة التالية:
- إلهام جيل الأطفال نحو دينهم وإدراك واجبهم تجاه معتقداتهم وأهدافهم الإسلامية.
- تكريم حفظة القرآن الكريم المتميزين.
- تقديم الوطن للعالم الإسلامي في خدمة الإسلام.

## الجوائز
- الجائزة الأولى: 100,000 دينار ليبي
- الجائزة الثانية: 80,000 دينار ليبي
- الجائزة الثالثة: 40,000 دينار ليبي [8]

## طالع أيضًا
- مسابقة تلاوة القرآن الكريم
- المسابقة الدولية لتلاوة القرآن الكريم
- جائزة دبي الدولية للقرآن الكريم
- مسابقة القرآن الكريم الدولية للجمهورية الإسلامية الإيرانية
- مسابقة تيجان النور الدولية للقرآن الكريم